# Phil Palmer
Philip "Phil" Palmer, född 9 september 1952 i London, är en brittisk gitarrist som har jobbat med flera olika artister och grupper som Dire Straits (1992-turnén), Lucio Battisti (1980), Pet Shop Boys, Wishbone Ash (1986-turnén), Joan Armatrading, Eric Clapton, Roger Daltrey, Thomas Anders (1989), Bob Dylan, Tina Turner, Pete Townshend (1993- och 2000-spelningar), Paola e Chiara (1997), Chris de Burgh, Bryan Adams, George Michael, Renato Zero, Claudio Baglioni och Melanie C.
Mest framstående var han troligtvis som kompgitarrist till Dire Straits då han medverkade på albumet On Every Street samt på den efterföljande världsturnén mellan 1991 och -92. Han tillförde ett annat sound än tidigare kompgitarrister i bandet, och framförde också flera solon, till bland annat Money for nothing. 1997 var han tillbaka bakom Mark Knopfler under välgörenhetsgalan Music for Montserrat.